# Children’s Mercy Park
Children's Mercy Park (do 2013 Livestrong Sporting Park) – stadion piłkarski w Kansas City w stanie Kansas, w Stanach Zjednoczonych. Jest to domowy obiekt drużyny Sporting Kansas City, występującej w MLS. Nazwa stadionu została zmieniona w roku 2013 po zerwaniu przez operatora charytatywnej umowy z Fundacją Livestrong. Oficjalne otwarcie stadionu miało miejsce 9 czerwca 2011 roku w meczu ligowym z Chicago Fire. Może pomieścić 18 467 widzów, ale na czas koncertów widownia może być zwiększona do 25 000. Jest to trzeci w historii obiekt Sportingu; wcześniej drużyna ta grała na Arrowhead Stadium w latach 1996-2007 oraz CommunityAmerica Ballpark w okresie 2008-2010.

## Mecze międzynarodowe

### Złoty Puchar CONCACAF 2011
Sporting Park był gospodarzem dwóch meczów Grupy C Złotego Pucharu CONCACAF 2011. Kanada zremisowała tu 1-1 z Panamą, natomiast Gwadelupa przegrała 0-1 z ekipą Stanów Zjednoczonych.
| Nr | Rodzaj rozgrywek          | Data i godzina spotkania | Drużyna 1 | Wynik     | Drużyna 2         | Strzelcy bramek                 | Frekwencja |
| -- | ------------------------- | ------------------------ | --------- | --------- | ----------------- | ------------------------------- | ---------- |
| 1  | Złoty Puchar 2011 Grupa C | 15 czerwca 2011 2:00 CET | Kanada    | 1:1 (0:0) | Panama            | Dwayne De Rosario – Luis Tejada | 20 109     |
| 2  | Złoty Puchar 2011 Grupa C | 15 czerwca 2011 4:00 CET | Gwadelupa | 0:1 (0:1) | Stany Zjednoczone | Jozy Altidore                   | 20 109     |